# 인천용학초등학교
인천용학초등학교(仁川龍鶴初等學校)는 대한민국 인천광역시 미추홀구에 있는 공립 초등학교이다.

## 연혁
- 2016년 9월 1일 : 개교